# Phyllonorycter parisiella
Phyllonorycter parisiella là một loài bướm đêm thuộc họ Gracillariidae. Nó được tìm thấy ở Cộng hòa Séc và Slovakia đến Pyrenees, Sardinia, Ý và Macedonia và từ Pháp đến România.
Ấu trùng ăn Quercus pubescens. Chúng ăn lá nơi chúng làm tổ.